# Belvosia frontalis
Belvosia frontalis là một loài ruồi trong họ Tachinidae.